# Campeonato Mundial de Esgrima de 1958
O Campeonato Mundial de Esgrima de 1958 foi a 28ª edição do torneio organizado pela Federação Internacional de Esgrima (FIE). O evento foi realizado em Filadélfia, Estados Unidos. 

## Resultados
Os resultados foram os seguintes. 
Masculino
| Evento             | Ouro | Prata                                                                             | Bronze |
| Espada individual  | Reino Unido · Bill Hoskyns                                                                                                  | Itália · Edoardo Mangiarotti                                                      | União Soviética · Arnold Chernushevich                                                                                    |
| Espada por equipe  | Itália · Edoardo Mangiarotti · Franco Bertinetti · Giuseppe Delfino · Gianluigi Saccaro · Carlo Pavesi · Alberto Pellegrino | Hungria · Lajos Balthazár · Árpád Bárány · Tamás Gábor · István Kausz             | França · Daniel Dagallier · Jacques Guittet · Maurice Huet · Gérard Lefranc · Armand Mouyal · René Queyroux               |
| Florete individual | Itália · Giancarlo Bergamini                                                                                                | Hungria · Ferenc Czvikovszki                                                      | França · Bernard Baudoux                                                                                                  |
| Florete por equipe | França · Claude Bancilhon · Bernard Baudoux · Roger Closset · Christian d'Oriola · Jacques Guittet · Claude Netter          | União Soviética · Mark Midler · Yuri Rudov · Yuri Sisikin · Guerman Sveshnikov    | Itália · Giancarlo Bergamini · Mario Curletto · Edoardo Mangiarotti · Alberto Pellegrino · Antonio Spallino               |
| Sabre individual   | União Soviética · Yakov Rylsky                                                                                              | União Soviética · David Tyshler                                                   | Polónia · Jerzy Twardokens                                                                                                |
| Sabre por equipe   | Hungria · Aladár Gerevich · Zoltán Horváth · Rudolf Kárpáti · Pál Kovács · Tamás Mendelényi                                 | União Soviética · Lev Kuznetsov · Umiar Mavlijanov · Yakov Rylski · David Tyshler | Polónia · Jerzy Pawłowski · Wojciech Zabłocki · Zygmunt Pawlas · Andrzej Piątkowski · Marian Kuszewski · Jerzy Twardokens |

Feminino
| Evento             | Ouro | Prata                                                                                      | Bronze                                                                              |
| Florete individual | União Soviética · Valentina Kiselyova                                                                               | União Soviética · Emma Yefimova                                                            | Hungria · Ildikó Újlaky-Rejtő                                                       |
| Florete por equipe | União Soviética · Galina Gorojova · Emma Yefimova · Valentina Rastvorova · Valentina Prudskova · Alexandra Zabelina | Alemanha Ocidental · Astrid Berndt · Helmi Höhle · Ilse Keydel · Helga Mees · Heidi Schmid | França · Catherine Delbarre · Renée Garilhe · Françoise Mailliard · Régine Veronnet |

## Quadro de medalhas
| Ordem | País               | Medalha de ouro | Medalha de prata | Medalha de bronze |    |
| ----- | ------------------ | --------------- | ---------------- | ----------------- | -- |
| 1     | União Soviética    | 3               | 4                | 1                 | 8  |
| 2     | Itália             | 2               | 1                | 1                 | 4  |
| 3     | Hungria            | 1               | 2                | 1                 | 4  |
|       | França             | 1               |                  | 3                 | 4  |
| 5     | Grã-Bretanha       | 1               |                  |                   | 1  |
| 6     | Alemanha Ocidental |                 | 1                |                   | 1  |
| 7     | Polónia            |                 |                  | 2                 | 2  |
| TOTAL | TOTAL              | 8               | 8                | 8                 | 24 |